# Rubidi perchlorat
Rubidi perchlorat (công thức hóa học: RbClO4), là muối perchlorat của rubidi. Nó là một chất oxy hóa mạnh như tất cả các hợp chất perchlorat khác.

## Tổng hợp và tính chất
Rubidi perchlorat có thể thu được thông qua việc đun nóng dung dịch rubidi chlorat:
2RbClO 3 → RbClO4 + RbCl + O2
Khi đun nóng, nó phân hủy thành rubidi chloride và khí oxy:
RbClO4 → RbCl + 2O2
Bảng độ tan của rubidi perchlorat trong nước:
| Nhiệt độ (°C)         | 0    | 8.5  | 14    | 20    | 25   | 50    | 70   | 99    |
| Độ hòa tan (g/100 ml) | 1.09 | 0.59 | 0.767 | 0.999 | 1.30 | 3.442 | 6.72 | 17.39 |